# Viménil
Viménil är en kommun i departementet Vosges i regionen Grand Est (tidigare regionen Lorraine) i nordöstra Frankrike. Kommunen ligger i kantonen Bruyères som tillhör arrondissementet Épinal. År 2022 hade Viménil 235 invånare.

## Befolkningsutveckling
Antalet invånare i kommunen Viménil
| Referens: INSEE |